# Simpani (Lamjung)
Pour les articles homonymes, voir Simpani.
Simpani (en népalais : सिम्पानी) est un comité de développement villageois du Népal situé dans le district de Lamjung. Au recensement de 2011, il comptait 3 289 habitants.